# Чадак
Чадак (узб. Chodak) —  це селище міського типу, розташоване на півночі Ферганської долини в Узбекистані. Воно розташоване на річці Чадаксай, правій притоці Сирдар'ї, на південь від села Алтинкан і входить до складу Папського району Наманганської області.  Район Ґулістан, розташований у верхній частині Чадаксаю, славиться своїми мальовничими природними пейзажами і є популярним місцем для туристів, пропонуючи безліч можливостей для гірських розваг і відпочинку на природі.

## Опис
Відповідно до постанови Кабінету міністрів Узбекистану від 28 квітня 2021 року № 244, у селищі Чадак була проведена масштабна робота з розвитку туристичної зони, спрямована на покращення інфраструктури, збереження культурної спадщини та залучення туристів. Завдяки цьому регіон набув значення не лише як історичний центр, а й як перспективна туристична локація. На сьогодні в Чадаку проживає понад 35 000 осіб, більшість з яких становлять таджики. Село займає значну частину Папського району – найбільшого адміністративного району Наманганської області, що робить його одним із найгустонаселеніших населених пунктів регіону.

## Історія
Історія села Чадак бере свій початок у глибокій давнині, охоплюючи кілька тисячоліть. Це одне з найстаріших поселень Наманганської області, що зберегло унікальну культурну та історичну спадщину. Назва села походить від слова «джойітаг», що означає «місце», і безпосередньо пов’язана з його географічним розташуванням поблизу перевалу Камчик – важливого стратегічного пункту в історії регіону. На території Чадака зосереджені численні поселення та стародавні архітектурні пам’ятки, які відображають багатошаровість його історії та вплив різних цивілізацій. Особливу цінність становлять об’єкти, пов’язані як із зороастризмом, так і з ісламською вірою. Однією з найвизначніших релігійних споруд є старовинна мечеть, що входить до числа найдавніших культових споруд Наманганської області. Вона є свідченням глибокого духовного коріння місцевого населення та його культурної спадкоємності.

## Туристичні напрямки
Святилище «Чир-Чир Момо», також відоме як «Сльози матері», є одним із давніх туристичних місць села Чадаксай. За традицією місцевих жителів, в день весілля наречений і наречена відвідують це святилище, де можуть скуштувати воду, що стікає по скелях і утворює природну доріжку, схожу на водоспад. Майже вся вода, що живить річку Чадаксай — головний водний потік села, спускається саме через це місце, яке є також середовищем існування риби.
Селище «Ґулістан» — одна з новітніх зон відпочинку, яка швидко завоювала популярність серед туристів. Особливістю цього місця є скляний підвісний міст, єдиний в Узбекистані, що з'єднує дві гори, утворюючи вражаючий перепон між ними. Цей міст став не тільки архітектурною пам'яткою, але й приваблює численні потоки гостей, що шукають нові враження та емоції.
Курорт «Чадак-Космос» — туристична зона, створена приватним підприємством на вершинах пагорбів, що оточують село Чадак. Від моменту відкриття тут регулярно проводяться різноманітні розважальні заходи, а концерти збирають практично все місцеве населення, роблячи цей курорт центром культурного життя регіону.